# Elliott Quow
Elliot Qwow (Estados Unidos, 3 de marzo de 1962) es un atleta estadounidense, especializado en la prueba de 200 m en la que llegó a ser subcampeón en el Campeonato Mundial de Atletismo de 1983.

## Carrera deportiva
En el mundial de Helsinki 1983 ganó la medalla de plata en los 200 metros, con un tiempo de 20.41 segundos, llegando a la meta tras su compatriota Calvin Smith y por delante del italiano Pietro Mennea (bronce).